# Damias metallica
Damias metallica là một loài bướm đêm thuộc phân họ Arctiinae, họ Erebidae.